# Pueblo lisi
Lisi es un nombre genérico con el que se designan a un grupo de etnias que habitan en la región de Bokoro en el Chad.  Se trata de los pueblos kuka, bilala, medogo y abusemen.
Todos hablan el idioma naba, de la familia lingüística nilo-sahariana.
Serían los descendientes del sultanato de Yao, fundado por el pueblo bilala en el siglo XV. Sus comunidades habitan en la prefectura de Chari-Baguirmi, en la zona del lago Fitri; en la región de Um Hadjer, al sur de la prefectura de Batha.
Practican una agricultura alimentaria que complementan con actividades de recolección en los bosques del lago Fitri, la ganadería, la caza y la pesca.

## Idioma
El idioma naba se clasifica dentro de la familia nilo-sahariana. Otros nombres conocidos de esta lengua y sus dialectos son: bilaala, bilala, boulala, bulala, kouka, kuka, lisi, ma, mage, medogo, modogo o mud.
Existen aproximadamente 428.000 hablantes de la lengua naba, siendo los bilaba los más numerosos (252.000), seguidos de los kuka (141.000) y los medogo (35.000).

## Subgrupos

### Pueblo abusemen
Los abusemen habitan en las zonas centrales del Chad. Son un pueblo nilótico que se gana la vida como pastores nómadas y seminómadas, aunque muchos también se dedican a la agricultura. Está emparentado con los pueblos kuka (kouka), midogo y bulala.
Practican la agricultura alimentaria de subsistencia y la ganadería ovina, caprina, bovina y caballar.

### Pueblo bilala
Los bilala o bulala, son el grupo mayoritario de los lisi. En el siglo XV fundaron el sultanato de Yao y en el XVII sometieron a sus vecinos kuka. Son agricultores. Explotan el algodón, practican la caza, las pesca y la ganadería. Algunos miembros de la etnia viven como seminómades junto a miembros del pueblo daza. Se atribuyen un origen árabe. Son mayoritariamente musulmanes pero mantienen rituales preislámicos. Al norte de Yamena habitan los bulala, un subgrupo de los bilala. Hablan árabe.

### Pueblo kuka
El pueblo kuka se estableció en la región de Bokoro, en la prefectura de Chari-Baguirmi; también entre Ati y Um Hadjer, al sur de la prefectura de Kanem. Son agricultores. Complementan su economía con la ganadería y la pesca.

### Pueblo medogo
El pueblo medogo habita al suroeste de Ati, al sur de la prefectura de Batha. Viven de la agricultura y la ganadería.